# Urcel
Urcel ist eine französische Gemeinde mit 539 Einwohnern (Stand 1. Januar 2022) im Département Aisne in der Region Hauts-de-France (vor 2016 Picardie). Sie gehört zum Arrondissement Laon, zum Kanton Laon-1 und zum Gemeindeverband Picardie des Châteaux.

## Lage
Die Gemeinde Urcel liegt im Höhenzug Chemin des Dames, elf Kilometer südwestlich von Laon an der hier autobahnartig ausgebauten RN 2. An der südwestlichen Gemeindegrenze verläuft der Fluss Ailette, im Nordwesten sein späterer Zufluss Ardon. Umgeben ist Urcel von den Nachbargemeinden Vaucelles-et-Beffecourt im Norden, Étouvelles und Laval-en-Laonnois im Nordosten, Monampteuil im Südosten, Pargny-et-Filain im Süden, Chavignon im Südwesten sowie Royaucourt-et-Chailvet im Nordwesten.

## Bevölkerungsentwicklung
| Jahr                       | 1962 | 1968 | 1975 | 1982 | 1990 | 1999 | 2006 | 2016 | 2022 |
| Einwohner                  | 404  | 377  | 463  | 470  | 502  | 557  | 570  | 578  | 539  |
| Quellen: Cassini und INSEE |      |      |      |      |      |      |      |      |      |

## Sehenswürdigkeiten
- Kirche Notre-Dame, Monument historique seit 1880

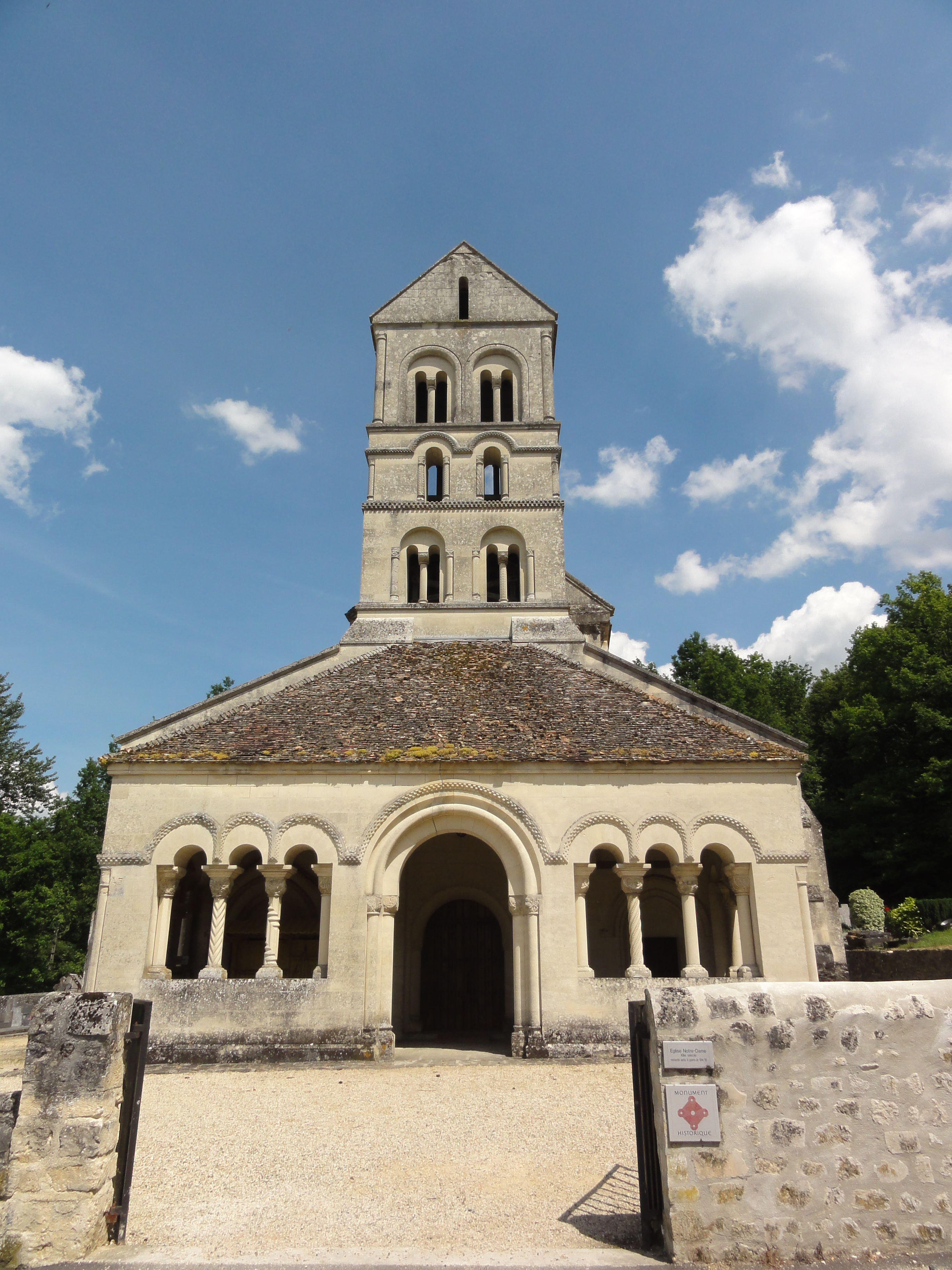
Kirche Notre-Dame
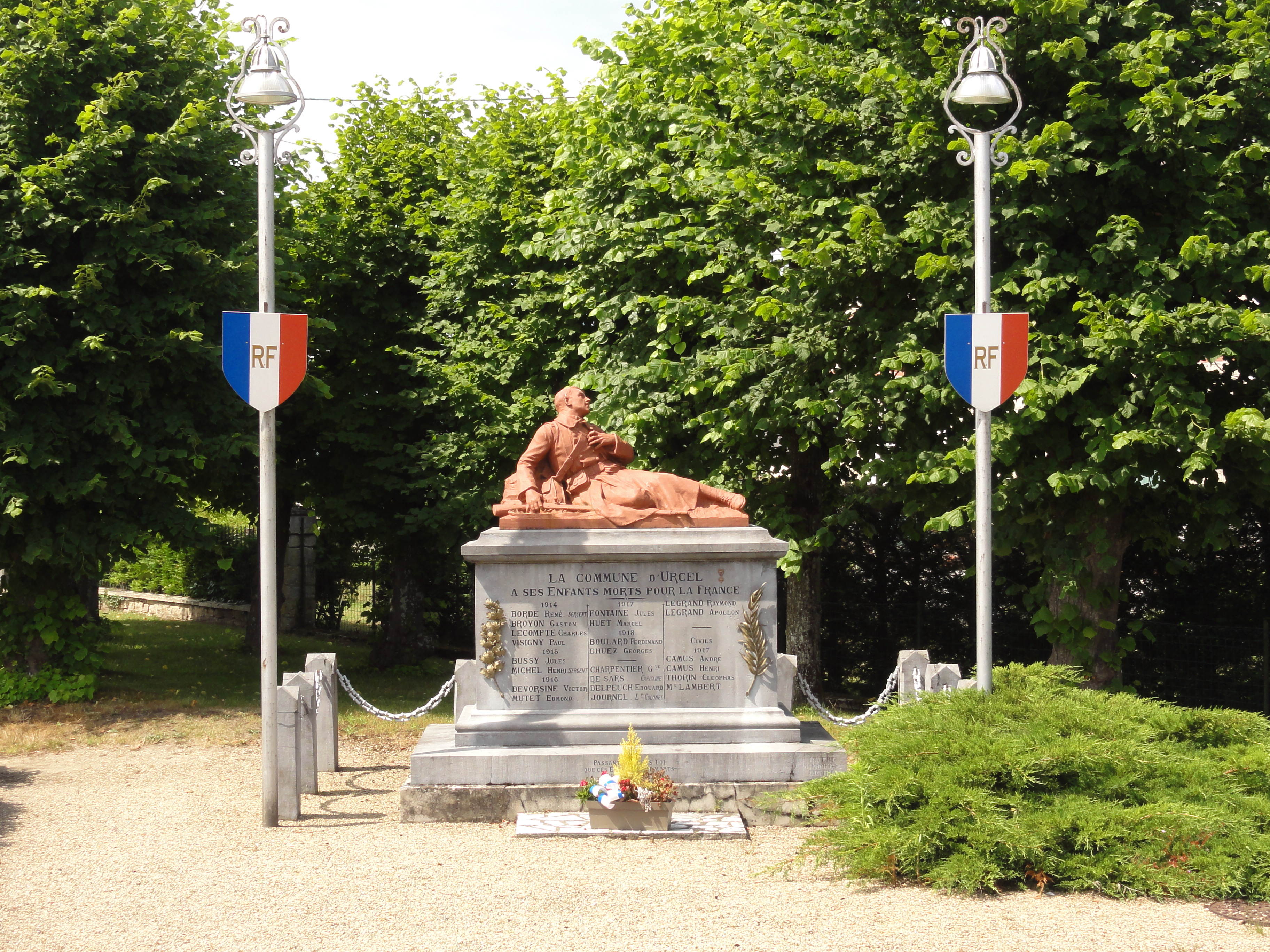
Gefallenendenkmal